# Heatherelloidea
Heatherelloidea Walter, 1997 é uma superfamília monotípica de ácaros da coorte Heatherellina da subordem Monogynaspida. Inclui apenas a família Heatherellidae, com 1 género e 2 espécies.

## Taxonomia
Heatherellina Walter, 1997 é uma coorte de ácaros Mesostigmata com distribuição natural limitada à Austrália. Inclui apenas duas espécies, ambas incluídas no género Heatherella Walter, 1997:
- Heatherella acanthocharis Walter, 1997
- Heatherella callimaulos Walter, 1997